# Miquel Joseph i Mayol
Miquel Joseph i Mayol (Granollers, Vallès Oriental, 7 de setembre de 1903 — Panamà, 3 de gener de 1983) fou un impressor i escriptor. El seu pare ja era impressor i editava revistes de la Lliga Regionalista. Per casa seva varen passar-hi personatges com Francesc Cambó, Josep Puig i Cadafalch o Eugeni d'Ors. Com a periodista, va col·laborar a La Veu de Catalunya i a les revistes D'Ací i d'Allà i Imatges. Fundà el Diari de Granollers i la Revista de la Llar. Implicat a la ciutat, també va participar en la fundació del Patronat del Museu de Granollers.

## Biografia
La seva vida va estar marcada per la impremta. Durant la Segona República va ser secretari de la Federació de la Premsa de Catalunya i Balears i del Comitè de Cinema de la Generalitat. Com a funcionari del Departament de Cultura de la Generalitat, fou secretari del Conseller de Cultura, Ventura Gassol. També va estrenar els curtmetratges Els camins d'en Serrallonga i Elx, simfonia de palmeres. Va formar part de Laia Films.
En esclatar la Guerra Civil espanyola, va incorporar-se al Servei de Protecció del Patrimoni de la Generalitat, des d'on va participar en el salvament d'obres d'art. El 1939 es va encarregar d'organitzar la fugida i el posterior exili d'escriptors i intel·lectuals catalans. Travessaren la frontera, i els primers dies els visqué conjuntament, entre Perpinyà, París i Tolosa, amb Ignasi Mallol i Josep Maria Capdevila, amb qui esdevindrien grans amics.
Els seus contactes li permeteren exiliar-se a Amèrica, gràcies a persones com el geògraf Pau Vila. Visqué a Colòmbia, Xile i Panamà dedicant-se a la seva pròpia impremta, i creant una potent indústria editorial. A Colòmbia, també pogué dedicar-se al cinema, tant dirigint, com produint i distribuint pel·lícules. Tornà a Catalunya unes quantes vegades. Finalment, s'establí entre Catalunya i Amèrica. Gràcies a l'editor de l'Editorial Pòrtic, escrigué uns quants llibres. Al moment del retorn del president Josep Tarradellas i Joan, ell era al costat de Ventura Gassol i del president. Morí l'any 1983, a l'edat de 80 anys, al Panamà, on és enterrat.

## Obres

### Curtmetratges
- Els camins d'en Serrallonga (1933-1939, aprox)
- Elx, simfonia de palmeres (1933-1939, aprox)

### Novel·les
- Un adolescent fet home, publicat quan era jove
- El fals robatori, obra presentada als Jocs Florals de Barcelona de 1931[1]
- Opus IV. Èxode de 1939. De retorn a Catalunya (1974), memòries

### Assaigs
- Iberoamèrica, continent de l'esperança (1969)
- La impremta del meu pare. El regionalisme a la comarca (1970)
- El salvament del patrimoni artístic català durant la guerra civil (1971)
- Com es fa un llibre (1979).